# Протино село
Протино село је етно-комплекс који се налази у школском дворишту ОШ „Прота Стеван Поповић” у Чумићу.
Етно село чине аутентични објекти шумадијског домаћинства као вредни примери народног неимарства, настали до средине 20. века. У њеном саставу се налазе кућа чатмара, клета, млекар, амбар, качара, кош плетар...  У централном делу комплекса се налази „Протина школа”, најстарија сачувана школска зграда у Србији, која је почела са радом 1792. године. Сви објекти имају аутентичну поставку сачињену од предмета и оруђа који су се користили. Део комплекса су и две качаре које су претворене у амбијенталне учионице.
Идеја да се у пространом школском дворишту направи етно-село потекла је од запослених у школи, уз подршку мештана Чумића. У Протином селу се успешно одвија настава за изборни предмет Народна традиција. Ученици који посећују ово село, које представља прави пример некадашњег живота људи у Шумадији, похађају неколико радионица, где се кроз практичан рад упознају са традицијом и културом.
Протино село је добитник награде Градске туристичке организације у категорији најлепше уређеног етно дворишта.

## Галерија
- Улазна капија
- Млекар
- Кош плетар
- Вајати
- Качара
- Бунар са сантрачем